# Икарбус ИК-218
Икарбус ИК-218 (или ИК-218Н или ИК-218М) је градски зглобни аутобус који производи српска фабрика аутобуса Икарбус из Земуна. Намењен је превозу путника у најзахтевнијим условима експлоатације у градском саобраћају. Висина пода на улазним вратима од 340mm омогућава путницима улазак директно са тротоара, без и једног степеника. Ова карактеристика олакшава употребу јавног превоза, посебно деци, старијима, особама са хендикепом и мајкама са колицима за бебе.
ИК-218 је први стандардни нископодни зглобни аутобус произведен у Икарбусу. Настао је као зглобна верзија модела ИК-112. Прототипни модел, ИК-218.3 је израђен 2003. године у сарадњи са швајцарском фирмом Hess и шведским Volvoom. Оба модела (218 и 112) су израђена у част 80 година постојања фабрике Икарбус и израђена су на шасији Volvo B7LA. Каснији серијски модел - ИК-218Н је произвођен у опцији са CUMMINS или MAN мотором. 
ИК-218 је данас највећим бројем у експлоатацији у јавном превозу Београда (ГСП и један аутобус у оквиру групе приватни превозници), и Новог Сада (ЈГСП Нови Сад). Одређен број возила је и извезен у Руску Федерацију, и то модели са уграђеним CUMMINS моторима - ИК-218НЦ
28. новембра 2023. се преполовио један ИК-218Н (г.б. 972) док је ишао за гаражу. Сви аутобуси ИК-218Н и ИК-218А су били повучени из саобраћаја, све до краја децембра, када су у расход отишли аутобуси MAN SG313.

## ИК-218М
4. марта 2013. године Икарбус је представио најновији модел градског нископоднок аутобуса изграђеног на MAN самоносећој шасији А24 - Икарбус ИК-218М. Аутобуси 366 и 890-899 имају дисплеје на ћирилици. Остали аутобуси имају дисплеје на латиници. 
Дужина аутобуса је 18750 mm, односно дужи је за 625 mm од стандардног аутобуса ИК-218. Капацитет путника је 155, а број путничких седишта је 48. 
Овај модел покреће MAN D2066 LUH 48 EEV Еуро 5/6 мотор уграђен хоризонтално у задњи део аутобуса. Ово је први нископодни модел Икарбуса у који је мотор уграђен хоризонтално, јер су углавном уграђивани вертикално. У односу на ИК-218 измењен је дизајн предњег и задњег зида, као и предњег и задњег браника. 
Унутрашње осветљење је у потпуности LED. Аутобус је опремљен системом видео надзора који се састоји из четири камере постављене у унутрашњости возила. Врата имају сензоре против заглављивања путника и електронске рампе за олакшан улазак мајки са дечјим колицима и особа са инвалидитетом.

У марту 2013. године испоручено је свих 32 нових аутобуса серије ИК-218М Градском саобраћајном предузећу Београд.
2017. године је произведена друга серија аутобуса ИК-218М (гаражни бројеви 3260-3289)
Тренутно се сви ИК-218М налазе у ГСП погону Земун.

## Спецификације
Стандардни ИК-218 у тренутној понуди Икарбуса има следеће спецификације:
Димензије:
- Дужина - 18000 mm
- Ширина - 2525 mm
- Висина - 2805 mm
- Висина (укључујући и клима уређај) - 3032 mm
- Међуосовинско растојање - 5230/6605 mm
- Предњи препуст - 2705 mm
- Задњи препуст - 3460 mm
- Предњи прилазни угао - 7°
- Задњи прилазни угао - 7°
- Висина салона - 2395 mm
- Висина пода у зони врата - 340 mm
- Пречник заокретања - 11980 mm

Маса
- Маса празног возила - 17000 kg
- Mаксимална дозвољена укупна маса - 28000 kg
- Технички прописана максимална носивост задње осовине 13000 kg
- Технички прописана максимална носивост неутралне осовине 11500 kg
- Технички прописана максимална носивост предње осовине 8500 kg

Мотор - у понуди су два мотора:
- MAN D2066 LOH 1
- Еуро 4
- Конструкција - 4-тактни дизел-мотор
- Максимална снага - 199 kW (267 КС)
- Уградња - вертикална у задњем делу возила лево

Трансмисија

- 4-степени, аутоматски VOITH 864.5 мењач са интегрисаним успоривачем

Аутобус има три осовине, предњу, средњу - неутралну и задњу - погонску. Конструкција аутобуса је самоносећа решеткаста од квадратних профила. Аутобус се нуди у распореду седишта 44+1. Путничка седишта су пластична. Рукохвати су пластифицирани у хоризонталном положају - дуж целог аутобуса и вертикалном - од седишта. Основна варијанта има четворо двокрилних врата која се отварају ка унутра. Командовање вратима је од стране возача, а у случају опасности врата се могу отворити и споља и изнутра. На другим вратима постоји рампа за улазак особа са инвалидитетом. Бочни прозори су лепљени изграђени од ојачаног сигурносног стакла са могућношћу отварања. Аутобуси су опремљени и системом за грејање, вентилацију и хлађење, спољашњим електронским информационим панелима и термички су изоловани. 